# Ra Mi-ran
Ra Mi-ran (hangul: 라미란; hanja: 羅美蘭; rr: Ra Mi-ran; 6 de março de 1975) é uma atriz e personalidade de televisão sul-coreana. Ela é mais conhecida por seus papéis nas séries Reply 1988 (2015–2016), Avengers Social Club (2017) e The Good Bad Mother (2023), bem como nos filmes Ode to My Father (2014), The Himalayas (2015), The Last Princess (2016), Miss & Mrs. Cops (2019), Honest Candidate (2020) e Citizen of a Kind (2024).

## Carreira

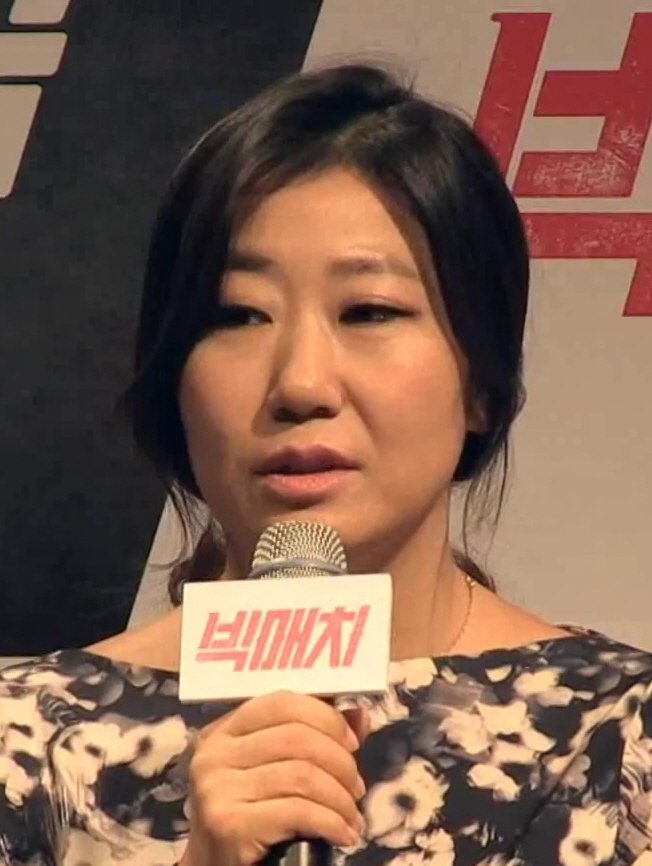
Ra em 2014

Antes de fazer sua estreia no cinema com Lady Vengeance (2005), Ra Mi-ran passou anos atuando no teatro. Ela apareceu em mais de 40 filmes, mas não recebeu aclamação da crítica ou reconhecimento público até estrelar em Dancing Queen (2012), com um crítico do filme chamando-a de "o destaque" pelo papel de melhor amiga e cabeleireira do protagonista do filme.
Ela é mais prolífica atuando como atriz coadjuvante, tendo participado em diversos papéis, notavelmente no filme de Lee Joon-ik, Hope (2013), pelo qual sua interpretação da mãe de um menino ganhou o prêmio de Melhor Atriz Coadjuvante no 34º Blue Dragon Film Awards; bem como The Himalayas (2015), pelo qual ela ganhou o prêmio de Melhor Atriz Coadjuvante no 52º Baeksang Arts Awards. Ela também foi apontada como tendo uma personagem notável no drama de sucesso Reply 1988 (2015).
Ra também foi elogiada pelo seu papel principal como uma desertora norte-coreana no filme independente Dance Town (2011) de Jeon Kyu-hwan, com a Variety chamando-a de "fascinante" e elogiando com "uma performance marcante".
Através da sua participação no reality show "Sister's Slam Dunk", junto com Min Hyo Rin, Kim Sook, Hong Jin-kyung, Jessi e Tiffany, elas acabaram por decidir montar uma girl group sob o nome de "Unnies" no programa, sendo considerada o grupo com a idade média mais alta da história do K-pop.

## Filmografia

### Filmes
| Ano  | Título                               | Papel                      | Notas                 | Ref.                 |
| ---- | ------------------------------------ | -------------------------- | --------------------- | -------------------- |
| 2005 | Sympathy for Lady Vengeance          | Oh Su-hee                  |                       |                      |
| 2006 | Forbidden Quest                      | Dona de casa 1             |                       |                      |
| 2006 | The Host                             |                            | cameo                 |                      |
| 2006 | Mission Sex Control                  | Un-nyeon                   |                       |                      |
| 2007 | Bank Attack                          | Sra. Bong                  |                       |                      |
| 2008 | Life Is Cool                         |                            | cameo                 |                      |
| 2008 | Crush and Blush                      | Tia de Jung-nyeo           |                       |                      |
| 2008 | Portrait of a Beauty                 | Esposa de um nobre         |                       |                      |
| 2009 | Thirst                               | Enfermeira Yu              |                       |                      |
| 2009 | Running Turtle                       |                            | cameo                 |                      |
| 2009 | Searching for the Elephant           | Professora de meia idade   |                       |                      |
| 2010 | Twilight Gangsters                   |                            | cameo                 |                      |
| 2010 | Enemy at the Dead End                | Enfermeira chefe           |                       |                      |
| 2010 | Hello Ghost                          |                            | cameo                 |                      |
| 2011 | Children...                          | Psiquiatra                 | cameo                 |                      |
| 2011 | Late Blossom                         | Enfermeira                 |                       |                      |
| 2011 | Dance Town                           | Ri Jeong-rim               |                       |                      |
| 2011 | Penny Pinchers                       | Proprietária               |                       |                      |
| 2012 | Dancing Queen                        | Myung-ae                   |                       |                      |
| 2012 | The Beat Goes On                     |                            | cameo                 |                      |
| 2012 | Runway Cop                           |                            | cameo                 |                      |
| 2012 | Two Moons                            | Na Mi-ran                  |                       |                      |
| 2012 | Horror Stories                       | Mãe                        |                       |                      |
| 2012 | The Traffickers                      | Entregadora 1              | cameo                 |                      |
| 2012 | Code Name: Jackal                    | Faxineira                  |                       |                      |
| 2013 | South Bound                          | Ra Mi-Ran                  | cameo                 |                      |
| 2013 | Very Ordinary Couple                 | Srta. Son                  |                       | [ 11 ]               |
| 2013 | The Spy: Undercover Operation        | Yakult                     |                       | [ 12 ]               |
| 2013 | Act                                  | Doutora Choi               | cameo                 |                      |
| 2013 | Hope                                 | Esposa de Gwang-sik        |                       |                      |
| 2013 | The Weight                           | Mulher de Incheon          |                       |                      |
| 2014 | Hot Young Bloods                     | Na-young                   |                       | [ 13 ]               |
| 2014 | My Love, My Bride                    | Madame                     |                       | [ 14 ]               |
| 2014 | Big Match                            | Esposa de Young-ho         |                       | [ 15 ]               |
| 2014 | Ode to My Father                     | Tia paterna de Deok-soo    |                       | [ 16 ]               |
| 2015 | Casa Amor: Exclusive for Ladies      | Eum Soon-ok                |                       |                      |
| 2015 | Wonderful Nightmare                  | Mi-sun                     |                       | [ 17 ]               |
| 2015 | The Himalayas                        | Jo Myeong-ae               |                       | [ 18 ]               |
| 2015 | The Tiger: An Old Hunter's Tale      | Esposa de Chil-goo         |                       | [ 19 ]               |
| 2016 | Seondal: The Man Who Sells the River | Budista Yoon               |                       | [ 20 ]               |
| 2016 | The Last Princess                    | Bok-soon                   |                       | [ 21 ]               |
| 2017 | Ordinary Person                      | Song Jeong-sook            | participação especial | [ 22 ]               |
| 2017 | The Mayor                            | Yang Jin-joo               |                       | [ 23 ]               |
| 2017 | Speckles: The Tarbosaurus 2          | Fang                       | voz                   |                      |
| 2018 | High Society                         | Lee Hwa-ran                |                       | [ 24 ]               |
| 2018 | Intimate Stranger                    | Kim So-wol                 | voz                   |                      |
| 2019 | The Dude In Me                       | Oh Mi-seon                 |                       | [ 25 ]               |
| 2019 | Miss & Mrs. Cops                     | Mi-yeong                   |                       | [ 26 ]               |
| 2020 | Honest Candidate                     | Joo Sang-sook              |                       | [ 27 ]               |
| 2021 | New Year Blues                       | Cunhada de Yong Mi (cameo) |                       |                      |
| 2022 | Honest Candidate 2                   | Joo Sang-sook              |                       | [ 28 ] [ 29 ]        |
| 2022 | Come Back Home                       | Yeong Shim                 |                       | [ 30 ] [ 31 ] [ 32 ] |
| 2022 | Highway Family                       | Yeong-seon                 |                       | [ 33 ] [ 34 ]        |
| 2024 | Citizen of a Kind                    | Deok-hee                   |                       | [ 35 ] [ 36 ]        |
| ASA  | Hi.5                                 | Sun-nyeo                   |                       | [ 37 ]               |
| ASA  | Lobby                                |                            |                       | [ 38 ]               |

### Séries de televisão
| Ano  | Título                                     | Papel                                    | Notas               | Ref.   |
| ---- | ------------------------------------------ | ---------------------------------------- | ------------------- | ------ |
| 2009 | Cinderella Man                             | Velvet Lee                               |                     |        |
| 2011 | The Duo                                    | Eob Deuk-ne                              |                     |        |
| 2012 | Fashion King                               | Empregada de Young-gul                   |                     |        |
| 2012 | The King 2 Hearts                          |                                          | cameo               |        |
| 2012 | I Like You                                 | Yoon Gong-ja                             |                     |        |
| 2013 | Jang Ok-jung, Living by Love               | Esposa de Jo Sa-seok                     |                     |        |
| 2013 | Rude Miss Young-ae – Season 12             | Ra Mi-ran                                |                     | [ 39 ] |
| 2013 | The Eldest                                 | Na Mi-soon                               |                     |        |
| 2013 | The Suspicious Housekeeper                 | Yang Mi-ja                               |                     |        |
| 2013 | The Heirs                                  | Mãe de Myung-soo                         | cameo               |        |
| 2014 | Drama Special – You're Pretty, Oh Man-book | Nam Mi-soon                              |                     | [ 40 ] |
| 2014 | Let's Eat                                  |                                          | Cameo (Episódio 16) |        |
| 2014 | Rude Miss Young-ae – Season 13             | Ra Mi-ran                                |                     |        |
| 2014 | Steal Heart                                | Kkang-soon                               |                     |        |
| 2014 | A Witch's Love                             | Baek Na-rae                              |                     |        |
| 2014 | The Idle Mermaid                           | Seblin                                   |                     |        |
| 2014 | Lump in my Life                            | Mãe do presidente de classe/Cabeleireira |                     |        |
| 2014 | Blade Man                                  | Elisa Park                               |                     |        |
| 2015 | Rude Miss Young-Ae – Season 14             | Ra Mi-ran                                |                     |        |
| 2015 | Reply 1988                                 | Ra Mi-ran                                |                     |        |
| 2016 | Come Back Mister                           | Maya                                     |                     | [ 41 ] |
| 2016 | The Gentlemen of Wolgyesu Tailor Shop      | Bok Sun-nyeo                             |                     | [ 42 ] |
| 2016 | Rude Miss Young-Ae – Season 15             | Ra Mi-ran                                |                     |        |
| 2017 | Avengers Social Club                       | Hong Do-hee                              |                     | [ 43 ] |
| 2017 | Drama Special – Madame Jung's Last Week    | Madame Jung                              |                     | [ 44 ] |
| 2018 | The Beauty Inside                          | Han se-gye                               | Cameo (Episódio 10) |        |
| 2018 | Miracle That We Met                        | Jo Yeon-hwa                              |                     | [ 45 ] |
| 2019 | Melting Me Softly                          | Kang Ok Bong (membro do painel)          | Cameo (Episódio 6)  |        |
| 2019 | Black Dog: Being A Teacher                 | Park Seong-soon                          |                     |        |
| 2021 | Bossam: Steal the Fate                     | Uma viúva que recebe bossam              | Cameo (Episódio 1)  | [ 46 ] |
| 2023 | The Good Bad Mother                        | Young-soon                               |                     | [ 47 ] |
| 2024 | Jeong Nyeon                                |                                          |                     | [ 48 ] |
| 2024 | The Mysterious Candy Store                 | Hong-ja                                  |                     | [ 49 ] |

### Webséries
| Ano  | Título            | Papel     | Ref.   |
| ---- | ----------------- | --------- | ------ |
| 2022 | Dr. Park's Clinic | Sa Mo-rim | [ 50 ] |
| 2023 | Cruel Intern      | Go Hae-ra | [ 51 ] |

### Programas de televisão
| Ano       | Título                                         | Papel            | Notas                                          | Ref.   |
| --------- | ---------------------------------------------- | ---------------- | ---------------------------------------------- | ------ |
| 2014      | Real Men                                       | Membro do elenco | Temporada 1, episódios 69-73, Soldada Especial | [ 52 ] |
| 2016      | Sister's Slam Dunk                             | Membro do elenco | Temporada 1                                    | [ 53 ] |
| 2018–2019 | Weekend Playlist                               | Membro do elenco | Episódios 1–17                                 | [ 54 ] |
| 2020      | I Was a Car                                    | Anfitriã         | Temporada 1                                    |        |
| 2020      | I Was a Car Winter Story                       | Anfitriã         | Temporada 2                                    |        |
| 2022      | Living for an Empty House in a Fishing Village | Anfitriã         |                                                | [ 55 ] |
| 2024      | Europe Outside the Tent                        | Membro do elenco | Temporada 4                                    | [ 56 ] |

## Discografia
| Título                             | Detalhes do álbum                                                                    | Melhor posição nas paradas | Melhor posição nas paradas | Vendas               | Álbum            |
| Título                             | Detalhes do álbum                                                                    | COR                        | USA World                  | Vendas               | Álbum            |
| ---------------------------------- | ------------------------------------------------------------------------------------ | -------------------------- | -------------------------- | -------------------- | ---------------- |
| "Shut Up" (feat. Yoo Hee-yeol)     | - Lançamento: 1º de julho de 2016 - Gravadora: KBS Media - Formato: Download digital | 3                          | —                          | - COR: 724.088+      | Single sem álbum |
|                                    |                                                                                      |                            |                            |                      | Single sem álbum |
| "Show Time" (com Lee Sung-kyung)   | - Lançamento: 2019                                                                   | —                          | —                          | Miss & Mrs. Cops OST | Single sem álbum |
|                                    |                                                                                      |                            |                            |                      | Single sem álbum |
| "RAMIRANI ""라미란이" (com Mirani) | - Lançamento: 1º de junho de 2021                                                    | —                          | —                          |                      | Single sem álbum |

## Teatro

### Musicais
| Ano       | Título                      | Papel               | Notas         |
| --------- | --------------------------- | ------------------- | ------------- |
| 2006      | A Midsummer's Nightmare     | Alegria de Dongchun | [ 63 ]        |
| 2006      | A Midsummer's Nightmare     | Alegria de Dongchun | [ 64 ]        |
| 2006–2007 | Five Sketches about Love    | Garota virgem       | [ 65 ]        |
| 2007-2008 | The Donkey Show             | Helen               | [ 3 ]         |
| 2008      | Romeo and Bernadette        | Camille             | [ 66 ]        |
| 2008      | When I Looked the Prettiest | Mãe                 | [ 67 ]        |
| 2008-2009 | A Good Day in the Rain      | Kyung-hee           | [ 68 ] [ 69 ] |
| 2009-2010 | Briquette Road              | Mulher 1            | [ 70 ]        |

### Peças
| Ano  | Título                                                    | Papel                       | Notas  |
| ---- | --------------------------------------------------------- | --------------------------- | ------ |
| 2000 | Boeing Boeing                                             |                             |        |
| 2001 | O Círculo de Giz Caucasiano                               | Ra Mi-ran                   | [ 71 ] |
| 2006 | (27th) Seoul Theater Festival: I went to a chicken house! | Madame Ju                   | [ 72 ] |
| 2009 | My First Time                                             | Mulher                      | [ 73 ] |
| 2009 | Reckless People                                           | Donzela Fantasma Kim Ok-bin | [ 74 ] |

## Prêmios e indicações
| Cerimônia de premiação            | Ano  | Categoria                                                     | Nomeado/Trabalho                                                 | Resultado | Ref.                 |
| --------------------------------- | ---- | ------------------------------------------------------------- | ---------------------------------------------------------------- | --------- | -------------------- |
| APAN Star Awards                  | 2018 | Melhor Atriz Coadjuvante                                      | The Miracle We Met                                               | Indicado  | [ 75 ]               |
| Baeksang Arts Awards              | 2014 | Melhor Atriz Coadjuvante - Filme                              | Hope                                                             | Indicado  |                      |
| Baeksang Arts Awards              | 2016 | Melhor Atriz Coadjuvante - Filme                              | The Himalayas                                                    | Venceu    | [ 76 ]               |
| Baeksang Arts Awards              | 2016 | Melhor Atriz Coadjuvante - Televisão                          | Reply 1988                                                       | Indicado  | [ 77 ]               |
| Baeksang Arts Awards              | 2017 | Melhor Atriz Coadjuvante - Filme                              | The Last Princess                                                | Indicado  |                      |
| Baeksang Arts Awards              | 2018 | Melhor Atriz Coadjuvante - Televisão                          | Avengers Social Club                                             | Indicado  | [ 78 ]               |
| Baeksang Arts Awards              | 2024 | Melhor Atriz - Filme                                          | Citizen of a Kind                                                | Indicado  | [ 79 ] [ 80 ]        |
| Baeksang Arts Awards              | 2024 | Melhor Atriz - Televisão                                      | The Good Bad Mother                                              | Indicado  | [ 79 ] [ 80 ]        |
| Baeksang Arts Awards              | 2024 | Atriz Mais Popular                                            | Ra Mi-ran                                                        | Indicado  | [ 79 ] [ 80 ]        |
| Blue Dragon Film Awards           | 2012 | Melhor Atriz Coadjuvante                                      | Dancing Queen                                                    | Indicado  |                      |
| Blue Dragon Film Awards           | 2013 | Melhor Atriz Coadjuvante                                      | Hope                                                             | Venceu    | [ 81 ]               |
| Blue Dragon Film Awards           | 2014 | Melhor Atriz Coadjuvante                                      | My Love, My Bride                                                | Indicado  |                      |
| Blue Dragon Film Awards           | 2015 | Melhor Atriz Coadjuvante                                      | Ode to My Father                                                 | Indicado  |                      |
| Blue Dragon Film Awards           | 2016 | Melhor Atriz Coadjuvante                                      | The Last Princess                                                | Indicado  |                      |
| Blue Dragon Film Awards           | 2021 | Melhor Atriz Principal                                        | Honest Candidate                                                 | Venceu    | [ 82 ] [ 83 ] [ 84 ] |
| Brand Customer Loyalty Award      | 2021 | Melhor Atriz - Filme                                          | Ra Mi-ran                                                        | Venceu    | [ 85 ]               |
| Buil Film Awards                  | 2016 | Melhor Atriz Coadjuvante                                      | The Himalayas                                                    | Indicado  |                      |
| Buil Film Awards                  | 2017 | Melhor Atriz Coadjuvante                                      | The Last Princess                                                | Indicado  |                      |
| Busan International Film Festival | 2010 | Melhor Atriz (Korean Cinema Today - Vision programa)          | Dance Town                                                       | Venceu    |                      |
| Chunsa Film Art Awards            | 2016 | Melhor Atriz Coadjuvante                                      | The Himalayas                                                    | Indicado  |                      |
| Chunsa Film Art Awards            | 2016 | Prêmio Especial de Popularidade                               | The Himalayas                                                    | Venceu    | [ 86 ]               |
| Chunsa Film Art Awards            | 2017 | Melhor Atriz Coadjuvante                                      | The Last Princess                                                | Indicado  |                      |
| Chunsa Film Art Awards            | 2021 | Melhor Atriz                                                  | Honest Candidate                                                 | Indicado  | [ 87 ]               |
| Grand Bell Awards                 | 2012 | Melhor Atriz Coadjuvante                                      | Dancing Queen                                                    | Indicado  |                      |
| Grand Bell Awards                 | 2014 | Melhor Atriz Coadjuvante                                      | Hope                                                             | Indicado  |                      |
| Grand Bell Awards                 | 2015 | Melhor Atriz Coadjuvante                                      | Ode to My Father                                                 | Indicado  |                      |
| Grand Bell Awards                 | 2016 | Melhor Atriz Coadjuvante                                      | The Last Princess                                                | Venceu    | [ 88 ]               |
| KBS Drama Awards                  | 2016 | Melhor Atriz Coadjuvante                                      | The Gentlemen of Wolgyesu Tailor Shop                            | Venceu    | [ 89 ]               |
| KBS Drama Awards                  | 2016 | Melhor Casal                                                  | Ra Mi-ran (com Cha In-pyo) The Gentlemen of Wolgyesu Tailor Shop | Venceu    | [ 89 ]               |
| KBS Drama Awards                  | 2017 | Prêmio de Excelência, Atriz em Drama de Um Ato/Especial/Curta | Drama Special – Madame Jung's Last Week                          | Venceu    | [ 90 ]               |
| KBS Drama Awards                  | 2018 | Prêmio de Excelência, Atriz em Drama de Média Duração         | The Miracle We Met                                               | Venceu    | [ 91 ]               |
| KBS Drama Awards                  | 2018 | Prêmio de Melhor Casal                                        | Ra Mi-ran (com Kim Myung-min) The Miracle We Met                 | Venceu    | [ 91 ]               |
| KBS Drama Awards                  | 2018 | Prêmio de Melhor Casal                                        | Ra Mi-ran (com Kai) The Miracle We Met                           | Indicado  | [ 91 ]               |
| KOFRA Film Awards                 | 2014 | Melhor Atriz Coadjuvante                                      | Hope                                                             | Venceu    | [ 92 ]               |
| KOFRA Film Awards                 | 2017 | Melhor Atriz Coadjuvante                                      | The Last Princess                                                | Venceu    | [ 93 ]               |
| KBS Entertainment Awards          | 2016 | Prêmio Top Excelência para Programa de Variedades             | Sister's Slam Dunk                                               | Venceu    |                      |
| Korea Cable TV Awards             | 2016 | Estrela Popular                                               | Reply 1988                                                       | Venceu    | [ 94 ]               |
| Max Movie Awards                  | 2015 | Melhor Atriz Coadjuvante                                      | Ode to My Father                                                 | Indicado  |                      |
| Max Movie Awards                  | 2016 | Melhor Atriz Coadjuvante                                      | The Himalayas                                                    | Venceu    | [ 95 ]               |
| MBC Entertainment Awards          | 2014 | Prêmio de Excelência para Programa de Variedades              | Real Men                                                         | Venceu    |                      |
| SBS Drama Awards                  | 2016 | Prêmio de Atuação Especial, Atriz em Drama de Fantasia        | Please Come Back, Mister                                         | Indicado  |                      |
| Scene Stealer Festival            | 2016 | Ladrão de Cena do Ano                                         | Reply 1988                                                       | Venceu    | [ 96 ]               |
| tvN10 Awards                      | 2016 | Ladrão de Cena, Atriz                                         | Reply 1988                                                       | Venceu    | [ 97 ]               |

### Honras de estado
| País ou organização | Ano  | Honra ou Prêmio                                    | Ref.    |
| ------------------- | ---- | -------------------------------------------------- | ------- |
| Coreia do Sul       | 2017 | Comenda do Ministro da Cultura, Esportes e Turismo | [ 101 ] |

### Artigos em Lista
| Editor | Ano  | Lista                 | Posicição   | Ref.    |
| ------ | ---- | --------------------- | ----------- | ------- |
| Forbes | 2017 | Korea Power Celebrity | 19ª Posição | [ 102 ] |